# Xylophrurus coraebi
Xylophrurus coraebi är en stekelart som först beskrevs av Thomson 1885.  Xylophrurus coraebi ingår i släktet Xylophrurus och familjen brokparasitsteklar. Inga underarter finns listade i Catalogue of Life.